# Witeź (czasopismo)
Witeź – wydawane w Królestwie Polskim czasopismo społeczno-polityczne i artystyczno-literackie, ukazujące się 1. i 15. dnia każdego miesiąca.

## Wydawca
Wydawcą i redaktorem „Witezi” był Henryk Stanisław Pytliński (1865–1923). Redakcja i administracja mieściła się w Warszawie, przy ul. Książęcej 6. Czasopismo drukowano w tłoczni Piotra Laskauera i S-ki.
Na okładkach zeszytów zamieszczano grafikę Stanisława Wyspiańskiego, a w ich treści również inne ilustracje graficzne, winiety, „przerywki”, ozdoby.

## Treść (I półrocze 1908)
W pierwszym półroczu 1908 opublikowano zeszyty 1–12, których zbiór (liczący ok. 600 stron) został udostępniony w domenie publicznej w formie cyfrowej przez Instytut Badań Literackich PAN (oryginał znajduje się w zbiorach Biblioteki IBL - sponsor digitalizacji: Program Operacyjny Innowacyjna Gospodarka, lata 2010–2014; Unia Europejska; Europejski Fundusz Rozwoju Regionalnego).
W spisie treści rocznika (strony V–VIII) wyodrębniono bloki:
- „Od Redakcji” – dwie pozycje: „Słowo wstępne” (s. 2) i „W przededniu rocznicy” (s. 217)[c],
- „Artykuły społeczno-polityczne, historyczne i ekonomiczne” – ponad 40 pozycji, w tym np. 7 artykułów W. Lisa, 6 artykułów Artura Śliwińskiego, 4 artykuły Leona Wasilewskiego, 3 artykuły Gustawa Daniłowskiego,
- „Literatura i Sztuka” – 8 pozycji, w tym odcinkowych, m.in. artykuły Stanisława Lacka, Ignacego Matuszewskiego, Eligiusza Niewiadomskiego,
- „Poezya” – 29 pozycji, m.in. wiersze Marii Konopnickiej, Jana Lemańskiego, Bolesława Leśmiana, Władysława Orkana, Wacława Wolskiego,
- „Powieści i nowele” – 5 pozycji, w tym odcinkowych, m.in. „Bandos” Stefana Żeromskiego, 8 odcinków „Tułaczy” Wacława Sieroszewskiego,
- „Różne” (3 pozycje),
- „Wspomnienia pozgonne” – m.in. wspomnienie Stanisława Wyspiańskiego,
- „Rozbiory i sprawozdania” – 27 pozycji.

W każdym zeszycie zamieszczano ponadto felieton „Misericordia” oraz notatki i wykazy nadesłanych książek.